# Hinko Zlomislić
Hinko Zlomislić (Ostrožac, 1934. – Slavonski Brod, 1967.) hrvatski pjesnik rođen u Hercegovini, gdje provodi djetinjstvo. Školu pohađa u Slavonskom Brodu - ondje u «Glasu mladih» objavljuje svoju prvu pjesmu: Došao je (1952.) - nadalje u Derventi, Zagrebu i Beogradu. Bio je suradnikom više listova i časopisa: «Slavonija danas», «Naš život», «Revija za kulturu», «Rukovet», «Mlada Hercegovina», «Telegram» i dr. Za kratkotrajna života, obilježenog lutalaštvom i bolešću, tiskane su mu tri knjige, a postumno Zaustavljeni sat i Izabrane pjesme.

## Djela
- Suhi zdenac, Subotica, 1959.
- I poslije svega, Subotica, 1961.
- Moć ulice, Doboj, 1961.
- Zaustavljeni sat, Slavonski Brod, 1968.
- Izabrane pjesme, Stanislav Geza Milošić i Hinko Zlomislić, Vinkovci, 1994.